# Escuela de Diseño de Rhode Island
La Escuela de Diseño de Rhode Island (RISD, Rhode Island School of Design) es una de las principales instituciones artísticas de los Estados Unidos. Conocida como la “Ivy League” de las escuelas de arte, fue fundada en 1877 en Providence, Rhode Island, en el vecindario de College Hill, cerca de la Universidad de Brown, con la que comparte parte de sus recursos académicos, sociales y comunitarios.
Se considera a RISD como una de las mejores escuelas artísticas de Estados Unidos. A través de los años, el diario US News ha elegido sus programas de Máster en Bellas Artes como el mejor del país; lo que ratifica su calidad junto con su tasa de admisiones (33% en 2007), la más baja de Estados Unidos si exceptuamos la de la universidad gratuita Cooper Union de Nueva York.
La escuela está compuesta por aproximadamente 350 profesores y curadores, y 400 funcionarios. Alrededor de 1880 pregraduados y 370 posgraduados componen el cuerpo estudiantil, proveniente de los propios Estados Unidos y de otros 50 países. RISD ofrece 16 carreras universitarias y 17 programas de Máster; y pertenece a la Asociación de Universidades Independientes de Arte y Diseño (AICAD), un consorcio de 36 prominentes escuelas de enseñanzas artísticas en los Estados Unidos. El museo de la universidad, el  RISD Museum, mantiene cerca de 80.000 obras.

## Historia
Las Mujeres del Centenario era un grupo formado para recaudar fondos para la exhibición dedicada al estado de Rhode Island en la Exposición del Centenario de la Independencia en 1876. Después de la muestra, este colectivo disponía de $ 1.675 sobrantes, que, inspirándose en exhibiciones extranjeras de diseño y decoración, fueron donados para fundar lo que se convertiría en la Escuela de Diseño de Rhode Island, gracias en gran medida al poder persuasivo de Helen Adelia Rowe Metcalf. La escuela se constituyó en 1877 y abrió sus puertas al otoño siguiente. La propia Metcalf la dirigió hasta su muerte en 1895. Su hija, Eliza Greene Metcalf Radeke, la sucedió hasta 1931, fecha de su defunción.

La Asamblea General de Rhode Island ratificó el "Acto para la Incorporación de la Escuela de Diseño de Rhode Island" el 22 de marzo de 1877, con el propósito de ayudar al cultivo de las artes y el diseño. En los 130 años siguientes, los estatutos de la universidad han mantenido los siguientes objetivos principales:

Primero: La instrucción de artesanos en los oficios del dibujo, la pintura, el modelado y el diseño, que puedan aplicar con éxito los principios de Arte a los requerimientos del comercio y la manufactura.

Segundo: La formación sistemática de estudiantes en la práctica del Arte, para que puedan comprender sus principios, enseñar a otros, o convertirse en artistas. 

Tercero: El fomento general de la Educación Artística pública, a través de la exhibición de obras de Arte, estudios artísticos y conferencias sobre Arte

## Formación académica
RISD ofrece las licenciaturas (Bachelor of Arts, 4 años) en Arquitectura, Pintura, Escultura, Comunicación Audiovisual, Fotografía, Diseño Gráfico, Artes del Vidrio, Diseño de Mobiliario, Ilustración, Artes Impresas, Diseño Industrial, Arquitectura de Interiores, Diseño de Modas, Artes de la Cerámica, Joyería y Trabajos del Metal y Artes textiles.
Sus programas de posgrado incluyen titulaciones en Historia del Arte, Arquitectura, Pintura, Escultura, Fotografía, Diseño Gráfico, Pedagogía del Arte y el Diseño, Artes de la Cerámica, Medios de Comunicación Digitales, Diseño de Mobiliario, Artes del Vidrio, Diseño Industrial, Arquitectura de Interiores, Joyería y Trabajos del Metal, Artes Impresas, Paisajismo y Artes textiles.
Además de las titulaciones de pregrado y posgrado anteriormente mencionados, la Escuela de Diseño de Rhode Island oferta numerosos cursos, conferencias y seminarios.

## Deportes
Los deportes no son el foco principal de la vida en el campus, pero sí son un elemento clave en la formación del espíritu universitario. Los deportes en RISD han fluctuado a través de los años: los archivos de la universidad contienen fotos de equipos de fútbol, béisbol y baloncesto de a principios del siglo XX. Tanto los anuarios como las declaraciones de antiguos alumnos revelan la existencia de equipos de baloncesto en las décadas de los 50 y los 60, llamados los RISD Nads. El equipo universitario de hockey, también llamado RISD Nads, compitió en las décadas de 1970, 1980 y 1990. En 2000 se formó un equipo de baloncesto, los RISD Balls, que es, junto con el de hockey sobre hielo el equipo deportivo más activo y organizado de la universidad. Otros deportes importantes en el campus son la escalada, el fútbol sala, el voleibol y el ciclismo.
Los estudiantes de RISD afirman que tanto Cooper Union como el Instituto Pratt son sus archienemigos deportivos, con quienes compiten en torneos en Providence y Nueva York. Existen referencias humoríticas obscenas en los círculos deportivos de RISD; ejemplos ilustres son los nombres de los equipos (al decir Go Nads! Se forma la palabra gonads, gónadas), sus lemas (When the heat is on, the RISD Balls stick together – Cuando aprieta el calor, las Pelotas de RISD se pegan) o su mascota, Scrotie, un hombre-pene.

## Alumnado notable
- Francesca Woodman
- Santiago Cárdenas (B.F.A. 1960) Pintor colombiano
- Walt Simonson (B.F.A. 1972) – Dibujante y guionista de cómics
- Tina Weymouth (B.F.A. 1974) – Miembro fundador del grupo musical Talking Heads. David Byrne también estudió en RISD, pero no llegó a graduarse.
- Gus Van Sant (B.F.A. 1975) – Director de cine: My Own Private Idaho (1991), Good Will Hunting (1997), Descubriendo a Forrester (2000), Elephant (2003) Last Days (2006)
- Robert Richardson (B.F.A. 1979) - Director de fotografía, ganador de dos premios Óscar
- Shepard Fairey (B.F.A. 1992) – Diseñador gráfico, creador de la campaña Obey Giant
- Seth MacFarlane (B.F.A. 1995) – Creador de las series animadas “Family Guy” y “American Dad!”
- Michael Dante DiMartino (B.F.A. 1998) - Cocreador de las series animadas "Avatar: La leyenda de Aang" y "La leyenda de Korra"
- Bryan Konietzko (B.F.A. 1998) - Cocreador de las series animadas "Avatar: La leyenda de Aang" y "La leyenda de Korra"

## Profesorado notable
- Ootje Oxenaar – Diseñador gráfico, creador de los diseños de la antigua moneda holandesa, el florín neerlandés
- Chris Van Allsburg – Ilustrador de cuentos infantiles, ganador de la Medalla Caldecott por The Polar Express